# Unión de San Antonio
Unión de San Antonio là một đô thị thuộc bang Jalisco, México. Năm 2005, dân số của đô thị này là 15484 người.